# Huile sainte

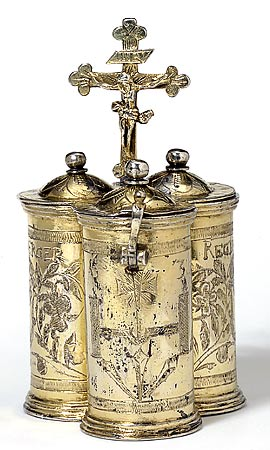
Coffret aux saintes huiles, contenant les trois types d'huile sainte (1636).

Dans le christianisme, l'huile sainte est une huile spécialement bénite pour servir à la liturgie des sacrements. 

## Symbole de l'huile
Huile vient du terme latin oleum qui vient lui-même du grec ancien ἔλαιον / élaion, qui désigne l’huile extraite des olives. 
Dans la tradition judéo-chrétienne, le roi était oint d'huile pour asseoir sa royauté : par exemple, les rois Saül et David ont tous deux été oints par Samuel. L'onction d'huile symbolisait ainsi la consécration d’un être par Dieu, en vue de la royauté, du sacerdoce ou de la mission prophétique. 
Le Christ est considéré comme l'« oint » de Dieu par excellence. Messie désigne ainsi l'oint, c'est-à-dire la personne consacrée par le rite de l'onction par un prophète de Dieu. De même, Christ est la traduction en grec ancien : χριστός (christos), du terme hébraïque Mashiyachle et signifie « oint » avec du chrême, du grec χρῖσμα / khrĩsma, onguent.
L'huile fait également référence à un remède, un fortifiant, un parfum, une nourriture ou un éclairage.

## Usages liturgiques

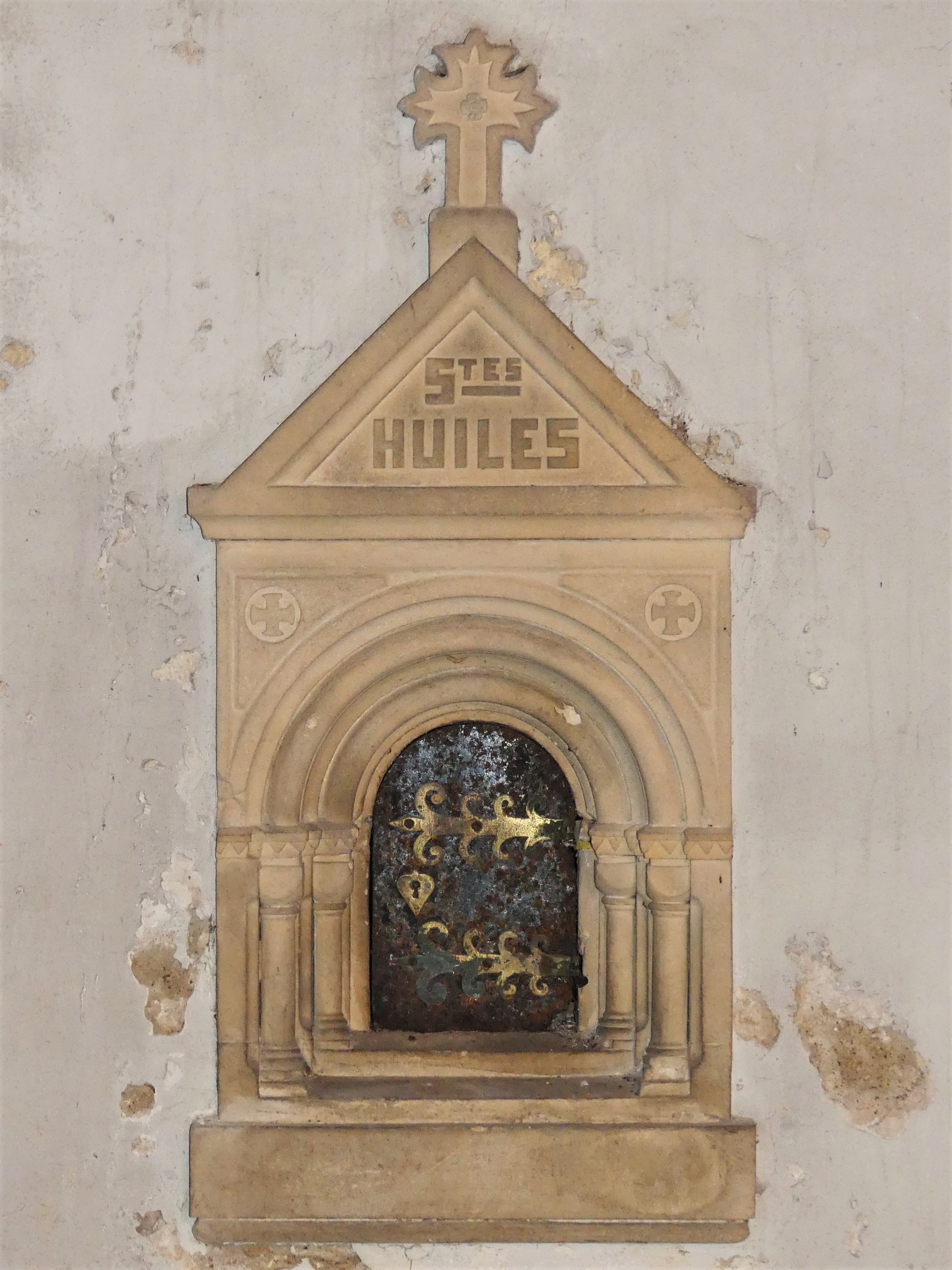
Armoire aux saintes huiles.

Trois sortes d’huile sainte sont utilisées dans la liturgie chrétienne :
- l'huile des exorcismes ou des catéchumènes (oleum catechumenorum ou encore oleum sanctum ) ;
- l'huile des infirmes ou des malades (oleum infirmorum ) ;
- le saint chrême (du grec χρῖσμα / khrĩsma, « onguent, parfum », en latin sanctum chrisma ), pour l'onction lors du baptême, de la confirmation, de l'ordination.

Ces huiles sont consacrées lors de la messe chrismale qui est célébrée dans chaque diocèse lors de la semaine sainte.
Elles peuvent être conservées dans un coffret ou dans une armoire.